# Creu de la plaça de la Creu (Vilanova de Bellpuig)

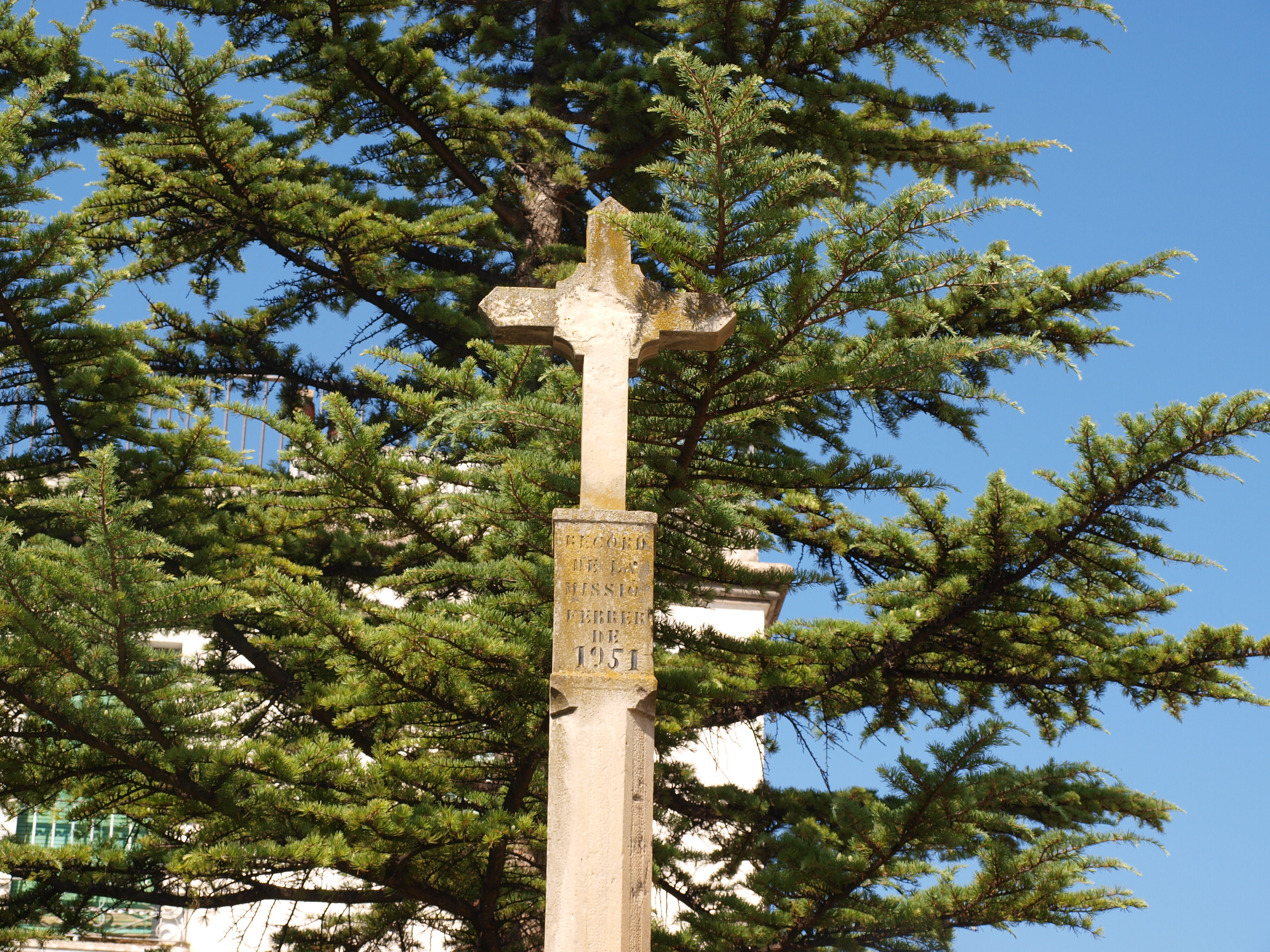
Detall de la creu

La Creu de la plaça de la Creu és una creu de terme de Vilanova de Bellpuig (Pla d'Urgell), situada a la plaça de la Creu.
La creu original va ser destruïda i solament es conserva el peu. El 1951 s'hi col·locà la creu actual, al mateix lloc. Sota la creu està escrit 'Record de la missió Febrer 1951'.